# Haterproof
Haterproof è un mixtape dei rapper italiani Gemitaiz e MadMan, pubblicato il 15 ottobre 2011 dalla Honiro Label.

## Descrizione
Pubblicato per il download gratuito attraverso il sito dell'etichetta discografica, Haterproof contiene collaborazioni con vari rapper italiani come Jack the Smoker e Coez.
Ad anticipare la pubblicazione del mixtape sono stati i videoclip dell'omonimo Haterproof e di La risposta, pubblicati rispettivamente il 2 e l'11 ottobre 2011.

## Tracce
1. Classe 88 – 2:55
2. Via da questo posto (ft. Pakos e Gose) – 4:35
3. Non ce n'è (ft. Jack the Smoker e Uzi Junker) – 4:10
4. Che ne sai (ft. Diluvio) – 3:35
5. Non ci fermi mai (ft. Canesecco) – 4:08
6. La risposta (prod. Ombra) – 3:44
7. Back on the Scene (ft. Ensi e Rayden) – 3:51
8. Haterproof – 3:35
9. Hi-tech – 2:16
10. Di noi non ti scordi – 3:08
11. Low Budget (ft. Primo e Coez) – 4:12
12. Devo essere l'unico (ft. Killa Cali) – 4:30
13. Veleno Pt. 3 – 3:04
14. La giustificazione (Canesecco, prod. 3D) – 2:36
15. Inutile che dici di no (prod. Shablo) – 2:58